# Derrick Rostagno
Derrick Rostagno (Hollywood, 25 oktober 1965) is een voormalig professioneel tennisser uit de Verenigde Staten. Hij won één ATP-toernooi in het enkelspel gedurende zijn carrière en één titel in het dubbelspel. Hij vertegenwoordigde zijn vaderland bij de Olympische Spelen van 1984 in Los Angeles, waar hij in de eerste ronde werd uitgeschakeld door de latere winnaar van de zilveren medaille, de Mexicaan Francisco Maciel.

## Prestatietabel
| Legenda | Legenda                          |
| ------- | -------------------------------- |
| g.t.    | geen toernooi gehouden           |
| l.c.    | lagere categorie                 |
| –       | niet deelgenomen                 |
| G       | uitgeschakeld in de groepsfase   |
| 1R      | uitgeschakeld in de eerste ronde |
| 2R      | uitgeschakeld in de tweede ronde |
| 3R      | uitgeschakeld in de derde ronde  |
| 4R      | uitgeschakeld in de vierde ronde |
| KF      | uitgeschakeld in de kwartfinale  |
| HF      | uitgeschakeld in de halve finale |
| F       | de finale verloren               |
| W       | het toernooi gewonnen            |
| w-v     | winst/verlies-balans             |

Prestatietabel grand slam, enkelspel
| Toernooi        | 1985 | 1986 | 1987 | 1988 | 1989 | 1990 | 1991 | 1992 | 1993 | 1994 | 1995 | 1996 |
| --------------- | ---- | ---- | ---- | ---- | ---- | ---- | ---- | ---- | ---- | ---- | ---- | ---- |
| Australian Open | —    | g.t. | 4R   | 2R   | —    | —    | 1R   | 2R   | —    | —    | —    | 1R   |
| Roland Garros   | —    | —    | 1R   | —    | 2R   | 1R   | 1R   | 2R   | 3R   | —    | 1R   | —    |
| Wimbledon       | —    | —    | 2R   | 3R   | 2R   | 3R   | 4R   | 3R   | 3R   | —    | —    | 2R   |
| US Open         | 1R   | 1R   | 1R   | KF   | 2R   | 2R   | 4R   | 1R   | 1R   | —    | 2R   | —    |